# Nags Head (Carolina del Norte)
Nags Head es un pueblo ubicado en el condado de Dare en el estado estadounidense de Carolina del Norte. La localidad en el año 2000, tenía una población de 2.700 habitantes en una superficie de 17.2 km², con una densidad poblacional de 159.5 personas por km².

## Geografía
Nags Head se encuentra ubicado en las coordenadas 35°55′55″N 75°36′54″O / 35.93194, -75.61500. Según la Oficina del Censo, la localidad tiene un área total de 17,2 km² (6,6 mi²), de la cual 16,9 km² (6,5 mi²) es tierra y 0,3 km² (0,1 mi²) (1.51%) es agua.

### Localidades adyacentes
El siguiente diagrama muestra a las localidades en un radio de 24 kilómetros (14,9 mi) de Nags Head.

## Demografía
En el 2000 la renta per cápita promedia del hogar era de $53.095, y el ingreso promedio para una familia era de $61.302. El ingreso per cápita para la localidad era de $30.157. En 2000 los hombres tenían un ingreso per cápita de $33.289 contra $30.139 para las mujeres. Alrededor del 6.10% de la población estaba bajo el umbral de pobreza nacional.